# ديفيد فورد جونز
ديفيد فورد جونز هو سياسي كندي، ولد في 22 أغسطس 1818، وتوفي في 20 فبراير 1887. انتخب عضو مجلس العموم الكندي.